# Iljarstjärnen
Iljarstjärnen är en sjö i Örnsköldsviks kommun i Ångermanland och ingår i Moälvens huvudavrinningsområde. Sjön har en area på 0,0766 kvadratkilometer och ligger 214,8 meter över havet. Sjön avvattnas av vattendraget Storraningsbäcken.

## Delavrinningsområde
Iljarstjärnen ingår i det delavrinningsområde (704862-161456) som SMHI kallar för Inloppet i Långvattnet. Medelhöjden är 219 meter över havet och ytan är 28,61 kvadratkilometer. Det finns inga avrinningsområden uppströms utan avrinningsområdet är högsta punkten. Storraningsbäcken som avvattnar avrinningsområdet har biflödesordning 2, vilket innebär att vattnet flödar genom totalt 2 vattendrag innan det når havet efter 56 kilometer. Avrinningsområdet består mestadels av skog (85 procent). Avrinningsområdet har 0,33 kvadratkilometer vattenytor vilket ger det en sjöprocent på 1,2 procent.